# Chèzeneuve
Chèzeneuve település Franciaországban, Isère megyében. Lakosainak száma 650 fő (2022. január 1.). Chèzeneuve Artas, Crachier, Domarin, Four, Maubec és Saint-Alban-de-Roche községekkel határos.

## Népesség
A település népességének változása:
| Lakosok száma | 247  | 306  | 339  | 475  | 526  | 550  | 596  | 626  | 641  | 650  |
|               | 1968 | 1982 | 1990 | 2006 | 2013 | 2015 | 2017 | 2019 | 2020 | 2022 |